# Markendorf (Melle)
Markendorf ist ein Ortsteil der Stadt Melle im Landkreis Osnabrück in Niedersachsen. Der Ort bildete bis 1972 eine Gemeinde im damaligen Landkreis Melle und gehört heute zum Meller Stadtteil Buer.

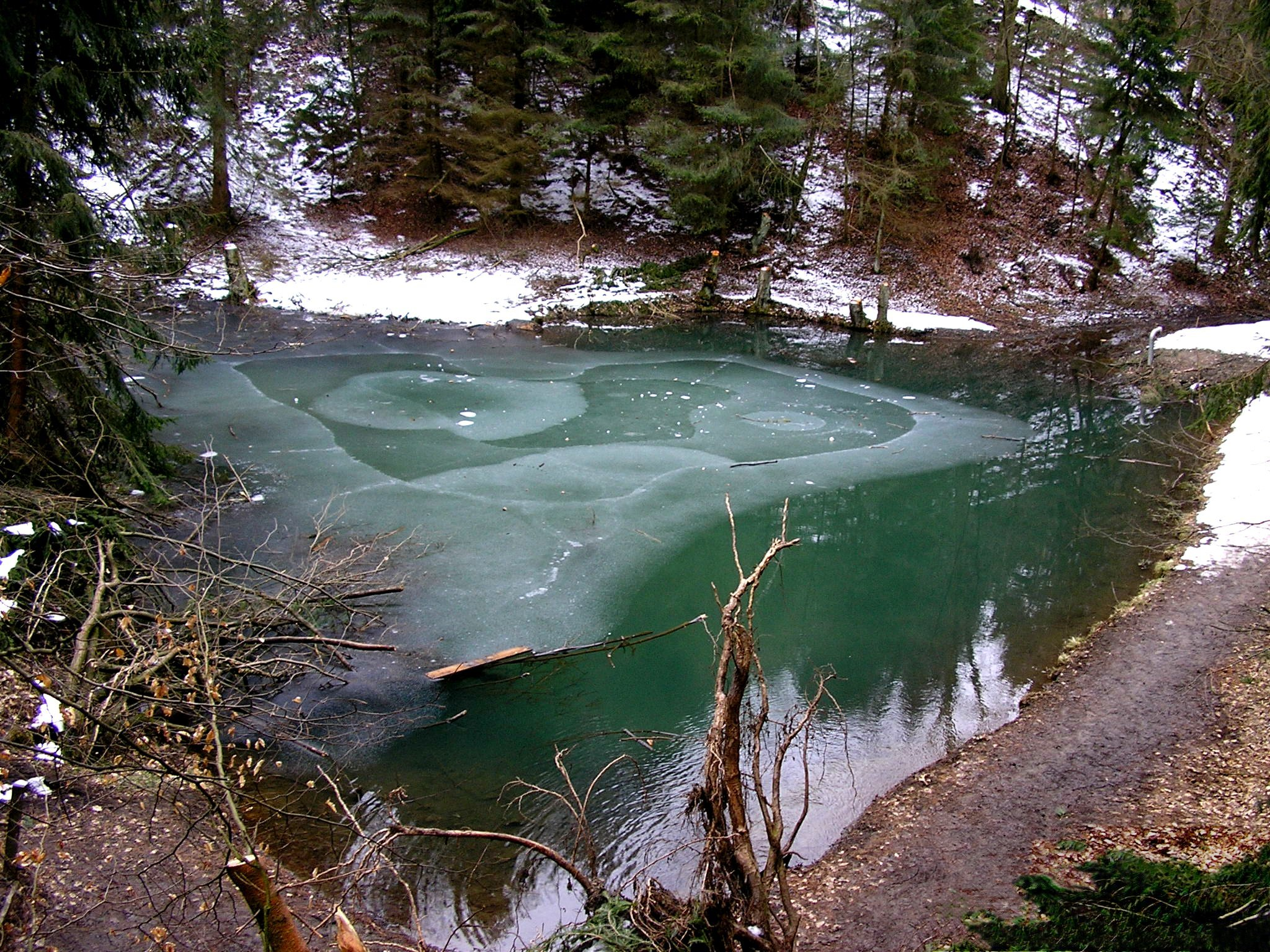
Der Grüne See im Winter

## Geographie
Der Ortsteil erstreckt sich östlich von Buer im äußersten Nordosten der Stadt Melle. Der Ortsteil besitzt mit Markendorf, Linken, Löhlinghausen und Eggendorf vier kleine dörfliche Ansiedlungen. Im Norden reicht der Ortsteil bis in das Wiehengebirge. Dort bildet der Glanebach die Grenze zwischen der Stadt Melle und der  Gemeinde Bad Essen. Der Nordteil des Ortsteils mit dem 211 Meter hohen Großen Kellenberg und dem Grünen See ist dicht bewaldet. Am Großen Kellenberg befindet sich ein Grabhügelfeld mit Gräbern aus der Jungsteinzeit. Der Drücke-Mühlenbach durchquert den Ortsteil in Ost-West-Richtung und mündet an der Huntemühle in Meesdorf in die Hunte. Im Südosten des Ortsteils bildet der Hagensieksbach die Grenze zur nordrhein-westfälischen Gemeinde Rödinghausen.

## Geschichte
Die Bauerschaft Markendorf gehörte bis zu den Napoleonischen Kriegen zum Amt Grönenberg des Hochstifts Osnabrück. Von 1807 bis 1810 gehörte Markendorf zum Kanton Buer des napoleonischen Satellitenstaats Königreich Westphalen. Von 1811 bis 1813 gehörte der Ort unmittelbar zu Frankreich und dort zur Mairie Buer im Arrondissement Osnabrück des Departements der Oberen Ems. 1814 kam Markendorf zum Königreich Hannover und gehörte dort wieder zum Amt Grönenberg. 1867 fiel Markendorf mit dem gesamten Königreich Hannover an Preußen und seit 1885 gehörte die Gemeinde zum Landkreis Melle. Innerhalb des Landkreises Melle gehörte Markendorf zur Samtgemeinde Buer. Am 1. Juli 1972 wurde Markendorf im Rahmen der Gebietsreform in Niedersachsen Teil der Stadt Melle.

## Einwohnerentwicklung
| Jahr | Einwohner | Quelle |
| ---- | --------- | ------ |
| 1871 | 727       | [ 2 ]  |
| 1910 | 646       | [ 3 ]  |
| 1939 | 530       | [ 4 ]  |
| 1950 | 953       | [ 5 ]  |
| 1961 | 585       | [ 5 ]  |
| 1970 | 548       | [ 5 ]  |

## Bau- und Naturdenkmale
In Markendorf sind die Windmühle an der Markendorfer Straße 110 und ein Hofgebäude an der Markendorfer Straße 126 denkmalgeschützt. Naturdenkmale sind eine Eiche am Linker Berg 4 und die Zwölf-Apostel-Buche an der Kellenbergstraße 24.

## Öffentliche Einrichtungen
Markendorf besitzt eine Freiwillige Feuerwehr mit einer eigenen Feuerwache.